# Мария Комнина (съпруга на Алексий Аксух)
Мария Комнина (на гръцки: Μαρία Κομνηνή, родена около 1125 г.) е византийска принцеса от средата на XII век – внучка на византийския император Йоан II Комнин, племенница на император Мануил I Комнин и съпруга на протостртора Алексий Аксух.
Родена е около 1025 г. в семейството на Алексий Комним и първата му съпруга Ирина. Бащата на Мария е най-големият син и съимператор на византийския император Йоан II Комнин. За майка ѝ се предполага, че е била киевска княгиня, дъщеря на киевския княз Мстислав I. Към момента на раждането на Мария баща ѝ вече е бил младши съимператор, поради което Мария се споменава и като багренородна (родена в пурпур). Майката умира рано, след което бащата на Мария се жени повторно, вероятно за кавказка принцеса на име Ката, дъщеря на грузинския цар Деметре I.
Тъй като Мария е единствената дъщеря на младия император Алексий Комнин, очаквало се един ден, когато баща ѝ остане единствен император, нейният съпруг да стане и наследник на императорската корона. Поради тази причина император Йоан II Комнин най-вероятно се постарал да намери подходящ съпруг на внучка си и така около 1141 г. Мария е омъжена за Алексий Аксух, син на най-доверения човек и дясна ръка на император Йоан II – великия доместик Йоан Аксух.
Не е изключено обаче бракът на Мария Комнина и Алексий Аксух да е сключен и в първите години от управлението на Мануил I.
През 1142 г. обаче бащата на Мария умира преждевременно, а малко преди смъртта си през 1143 г. император Йоан II Комнин посочва за свой приемник на престола най-малкия си син Мануил, прескачайки дори втория си син Исак Комнин. По този начин Мария и съпругът ѝ били изместени от престолонаследието от Мануил I и децата му – нещо, което Алексий Аксух вероятно никога и не забравил.
Опитен войник, Алексий е удостоен с ранг протостратор и участва в няколко военни кампании при управлението на император Мануил I Комнин (1143 – 1180 г.). Въпреки че съпругът на Мария остава верен на управляващата династия, подозренията на император Мануил към него се засилвали с времето заради силната привързаност, която някога Йоан Аксух имал към по-големия брат на императора – севастократор Исак Комнин, и заради пророчеството, че името на наследника на Мануил I ще започва с „А“. Освен това Алексий имал неблагоразумието да украси един от дворците си в Константинопол с великолепни изображения на кампаниите и победите на Кълъч Арслан II (р. 1156 – 1192), селджукския султан на Икония, вместо с подвизите на самия Мануил I, каквато била традицията по това време. Така въпреки блестящата си военна кариера в служба на императора, около 1167 г. съпругът на Мария Комнина е обвинен в заговор срещу император Мануил I и използване на магия срещу императрица Мария Антиохийска. Арестували го във във военния лагер в Сердика, рано на зазоряване, докато той и Мария все още спели в леглото си. Аксух е признат за виновен, имуществото му било конфискувано, след което той бил постриган за монах и изпратен в манастир на планината Папикий (Орлица) в Тракия. След като научила за отреденото му наказание, Мария, която много обичала съпруга си и му била истински предана, първоначално се опитала да се самоубие, но слугите ѝ се втурнали и ѝ попречили да го извърши. След това тя побягнала и се явила пред чичо си, хвърлила се в краката му и с отчаян плач и клетви се опитала да го убеди в невинноста на съпруга си. Въпреки че императорът се просълзил от окаяния вид на племенницата си, той не променил решението си спрямо Аксух. Така Мария изживяла остатъка от живота си в мъка по съпруга си, която я обзела изцяло и тя завършила дните си в умопомрачение, докато самият Алексий също умира няколко години след постригането си.
Мария Комнина и Алексий Аксух са родители на двама сина, единият от които, Йоан Комнин Тлъсти, повел неуспешен бунт срещу император Алексий III Ангел през юли 1201 г. и бил убит по време на него.